# 中西貴之
中西 貴之（なかにし たかゆき、1965年（昭和40年）7月6日 - ）は、日本のサイエンスコミュニケーター。日本におけるサイエンスコミュニケーターの草分け的存在。

## 経歴・人物
1965年、山口県下関市彦島の生まれ。山口大学農学部を卒業、1991年に同大学院農学研究科を修了し、宇部興産株式会社（現：UBE株式会社）に入社。日本科学技術ジャーナリスト会議会員である。山口県下関市の伝統芸能平家踊り伝承者。Web R@dio Stationくりらじ所属。2001年より会社勤めの傍ら英国のサイエンスコミュニケーションの手法に倣ってウェブやトークライブを活用したサイエンスコミュニケーターとしての活動を開始。「子供たちに科学に興味を持ってもらうには、まず周りの大人が興味を持つことが必要」という活動方針に基づき、大人向けの平易な表現の科学書籍や学校教員向けの科学コンテンツの製作実績多数。

## 著書一覧
- 『最新科学おもしろ雑学帖』 技術評論社、2006年3月、ISBN 4774127035
- 『人を助けるへんな細菌すごい細菌―ココまで進んだ細菌利用』 技術評論社、2007年9月、ISBN 4774132209
- 『なにがスゴイか?万能細胞 ‐その技術で医療が変わる!‐』 技術評論社、2008年6月、ISBN 4774135143
- 『からだビックリ!薬はこうしてやっと効く』 技術評論社、2008年11月、ISBN 4774136816
- 『食品汚染はなにが危ないのか』 技術評論社、2009年3月、ISBN 4774137960
- 『食べ物はこうして血となり肉となる』 技術評論社、2009年7月、ISBN 4774139262
- 『幹細胞の分化誘導と応用』 エヌ・ティー・エス、2009年9月、ISBN 486043160X
- 『マンガでわかる菌のふしぎ』 ソフトバンククリエイティブ、2010年2月、ISBN 4797353724
- 『なぜ、体はひとりでに治るのか』 技術評論社、2010年3月、ISBN 4774142204
- 『宇宙と地球を視る人工衛星100』 ソフトバンククリエイティブ、2010年11月、ISBN 4797358726
- 『ここまで進んだ次世代医薬品』 技術評論社、2011年3月、ISBN 4774145912
- 『実はおもしろい化学反応』 技術評論社、2012年9月、ISBN 477415301X
- 『カラー図解でわかる細胞のしくみ』 ソフトバンククリエイティブ、2013年7月、ISBN 4797359072
- 『STAP細胞とはなにか』 ソフトバンククリエイティブ、2014年3月
- 『身体をめぐるリンパの不思議』 技術評論社、2015年7月、ISBN 4774174718
- 『なぜ人はドキドキするのか? : 神経伝達物質のしくみ』 技術評論社、2017年1月、ISBN 4774186937
- 『ココが知りたかった！ 改正化審法対応の基礎』 技術評論社、2019年9月、ISBN 4297108453
- 『今だから知りたいワクチンの科学ー効果とリスクを正しく判断するために』 技術評論社、2021年3月、ISBN 4297120011
- 『今だから知りたい新型コロナウイルス感染症治療薬－薬の登場でパンデミックは収まるのか？』技術評論社、2022年3月、ISBN 4297127814

## 出演
- クリック・ラボ（コミュニティエフエム下関、1999年1月-1999年3月）アシスタントパーソナリティ
- ヴォイニッチの科学書（Web R@dio Station“くりらじ”、2003年5月-）メインパーソナリティ
- ムーブ（テレビ山口、2005年7月17日）僕らの部屋は放送局
- ホンマでっか!?TV（フジテレビ、2011年8月31日）夏の終わりの危ない習慣
- サイエンスチャンネル（科学技術振興機構、2013年7月25日）シリーズ面白いは伝わる
- コズミックフロント☆NEXT（日本放送協会、2017年4月5日）私の宇宙絶景
- SBS日曜特選ドキュメンタリ（韓国ソウル放送、2019年2月24日）科学を文化に、科学コミュニケーター
- もしもで考える…なるほど！なっとく塾（BSフジ、2022年1月22日）もしも細菌を味方につけたら？